# 行步 2010 YOON JONG SHIN
《行步 2010 YOON JONG SHIN》(행보 2010 윤종신)은 가수 윤종신의 첫 번째 월간 윤종신 컴필레이션 음반이다. 정규 11집 음반 《동네 한 바퀴》 이후에 약 1년 11개월 만에 발매된 음반이다. 발매일은 2010년 10월 28일이다. 이번 음반은 2010년 월간 윤종신 프로젝트에 수록되었던 싱글을 합쳐서 발매되었다. 동시에 월간 윤종신의 11월과 12월에 수록될 곡과 2010년 1월에 Mnet에서 방송된 《Director's Cut 시즌 1》에서 나온 싱글도 함께 포함되었다. 타이틀 곡은 〈이별의 온도〉이다.
2010년 이래로 이 음반은 ‘정규 12집 음반’으로도 알려졌으나, 2021년 1월에 윤종신은 정규 12집 음반을 같은 해 가을에 발매할 것을 목표로 작업 중이라고 언급하였다.

## 수록곡
| #   | 제목                                               | 작사                                              | 작곡           | 편곡    | 재생 시간 |
| --- | -------------------------------------------------- | ------------------------------------------------- | -------------- | ------- | --------- |
| 1.  | 〈새로고침〉 (Vocal. Lyn with 서인국)              | 윤종신, 정지찬, 하림, Lyn, 김태우, 조문근, 서인국 | 윤종신         | 정지찬  |           |
| 2.  | 〈빈 고백〉 (Vocal. 유희열)                        | 윤종신, 정지찬, 루시드 폴, 호란, 가인             | 윤종신         | 정지찬  |           |
| 3.  | 〈그대 없이는 못살아〉 (봄(Spring) Ver.)           | 윤종신                                            | 윤종신         | 정지찬  |           |
| 4.  | 〈막걸리나〉                                       | 윤종신                                            | 윤종신         | 정지찬  |           |
| 5.  | 〈본능적으로〉 (Feat. Swings)                      | 윤종신                                            | 윤종신         | 정지찬  |           |
| 6.  | 〈이성적으로〉                                     | 윤종신                                            | 윤종신         | 정지찬  |           |
| 7.  | 〈넌 완성이었어〉                                  | 윤종신                                            | 윤종신         | 정지찬  |           |
| 8.  | 〈치과에서〉 (Feat. 조정치)                        | 윤종신                                            | 윤종신         | 조정치  |           |
| 9.  | 〈바래바래〉                                       | 윤종신                                            | 윤종신         | Postino |           |
| 10. | 〈해변의 추억〉 (Day Ver.)                         | 윤종신                                            | 윤종신         | 윤종신  |           |
| 11. | 〈해변의 추억〉 (Night Ver.)                       | 윤종신                                            | 윤종신         | 윤종신  |           |
| 12. | 〈후회 王〉 (Vocal. 김연우)                        | 윤종신                                            | 윤종신, 이근호 | Postino |           |
| 13. | 〈그대 없이는 못살아 〉 (늦가을(Late Autumn) Ver.) | 윤종신                                            | 윤종신, 이근호 | 정지찬  |           |
| 14. | 〈Walking Man〉                                    | 윤종신                                            | 윤종신         | 조정치  |           |
| 15. | 〈이별의 온도〉                                    | 윤종신                                            | 윤종신         | 윤종신  |           |
| 16. | 〈12月〉                                           | 윤종신                                            | 윤종신, 이근호 | Postino |           |

## 수록곡 세션 정보
1. 새로고침 (Vocal. Lyn with 서인국)
[디지털 싱글 《Director's Cut》 수록곡]
- 작곡: 윤종신
- 작사: 윤종신, 정지찬, 하림, Lyn, 김태우, 조문근, 서인국
- 편곡: 정지찬

- 드럼, 베이스: 신석철
- 기타: 함춘호
- 키보드: 정지찬
- 코러스: 강성호, Lyn

2. 빈 고백 (Vocal. 유희열)
[디지털 싱글 《Director's Cut》 수록곡]
- 작곡: 윤종신
- 작사: 윤종신, 정지찬, 루시드 폴, 호란, 가인
- 편곡: 정지찬

- 기타: 함춘호
- 키보드: 정지찬
- 코러스: 윤종신

3. 그대 없이는 못살아 (봄 Ver.)
[2010 《월간 윤종신》 4월호 수록곡]
- 작곡/작사: 윤종신
- 편곡: 정지찬

- 현악기 편곡: 유영민
- 드럼: 신석철
- 베이스: 최훈
- 기타: 정지찬
- 피아노: 박용준
- 하모니카: 하림

4. 막걸리나
[2010 《월간 윤종신》4월호 수록곡]
- 작곡/작사: 윤종신
- 편곡: 정지찬

- 드럼: 신석철
- 베이스: 최훈
- 기타, 키보드, 보이스: 정지찬
- 하모니카, 코러스: 하림

5. 본능적으로 (Feat. Swings)
[2010 《월간 윤종신》5월호 수록곡]
- 작곡/작사: 윤종신
- 편곡: 정지찬

- 드럼: 신석철
- 베이스: 최훈
- 기타, 키보드: 정지찬
- 코러스: 강성호

6. 이성적으로
[2010 《월간 윤종신》5월호 수록곡]
- 작곡/작사: 윤종신
- 편곡: 정지찬

- 기타, 기보드, 프로그래밍: 정지찬
- 코러스: 강성호

7. 넌 완성이었어
[2010 《월간 윤종신》6월호 수록곡]
- 작곡/작사: 윤종신
- 편곡: 정지찬

- 어쿠스틱 기타, 키보드: 정지찬
- 일렉트릭 기타: 조정치
- 코러스: 강성호

8. 치과에서 (Feat. 조정치)
[2010 《월간 윤종신》6월호 수록곡]
- 작곡/작사: 윤종신
- 편곡: 조정치

- 기타: 조정치
- 탬버린, 코러스: 강성호

9. 바래바래
[2010 《월간 윤종신》7월호 수록곡]
- 작곡/작사: 윤종신
- 편곡: Postino

- 프로그래밍, 편집: Postino
- 기타: 허석

10. 해변의 추억 (Day Ver.)
[2010 《월간 윤종신》8월호 수록곡]
- 작곡/작사/편곡: 윤종신

- 우클렐레, 기타, 베이스, 키보드: 정지찬
- 퍼커션, 코러스: 강성호

11. 해변의 추억 (Night Ver.)
[2010 《월간 윤종신》8월호 수록곡]
- 작곡/작사/편곡: 윤종신

- 기타: 이성렬
- 피아노: 정석원
- 클라리넷: 권병호

12. 후회 王 (Vocal. 김연우)
[2010 《월간 윤종신》9월호 수록곡]
- 작곡: 윤종신 / 이근호
- 작사: 윤종신
- 편곡: Postino

- 현악기 편곡: 유영민
- 기타: 허석
- 프로그래밍, 편집: Postino
- 코러스: 강성호

13. 그대 없이는 못살아
[2010 《월간 윤종신》10월호 수록곡]
- 작곡: 윤종신 / 이근호
- 작사: 윤종신
- 편곡: 정지찬

- 현악기 편곡: 유영민
- 드럼: 신석철
- 베이스: 최훈
- 기타: 정지찬
- 피아노: 박용준

14. Walking Man
[2010 《월간 윤종신》11월호 수록곡]
- 작곡/작사: 윤종신
- 편곡: 조정치

- 현악기 편곡: 유영민
- 드럼: 신석철
- 베이스: 최훈
- 기타: 조정치
- 피아노: 이근호

15. 이별의 온도
[2010 《월간 윤종신》11월호 수록곡]
- 작곡/작사/편곡: 윤종신

- 현악기 편곡: 유영민
- 드럼: 신석철
- 베이스: 최훈
- 기타: 조정치
- 피아노: 박용준

16. 12月
[2010 《월간 윤종신》12월호 수록곡]
- 작곡: 윤종신 / 이근호
- 작사: 윤종신
- 편곡: Postino

- 프로그래밍, 편집: Postino
- 기타: 조정치
- 코러스: 강성호

## 참여 스텝
- 프로듀서: 윤종신
- 전곡 작곡자: 윤종신
- 레코딩 & 에디팅 엔지니어: 김일호, 박지연, 손용덕, 박무일, 장민
- 믹싱 엔지니어: 고현정, 한종진(트랙 1,4번)
- 레코딩 & 믹싱 스튜디오: Musicabal Studio, Mojo Studio, Seoul Studio in Seoul
- 마스터링: Ian Copper at Metropolis Studio in London
- 사진 작가: 안성진
- 디자인: 공민선
- 매니지먼트: 조배현, 하영진 in MYSTIC89(미스틱89)
- 스타일리스트: 오영주, 김미현, 김선영, 서아름
- 제작: MYSTIC89